# Pittiövaara
Pittiövaara är en kulle i Finland. Den ligger i Sodankylä kommun i landskapet Lappland, i den norra delen av landet, 800 km norr om huvudstaden Helsingfors. Toppen på Pittiövaara är 323 meter över havet, eller 106 meter över den omgivande terrängen. Bredden vid basen är 9,5 km.
Terrängen runt Pittiövaara är huvudsakligen platt. Trakten runt Pittiövaara är nära nog obefolkad, med mindre än två invånare per kvadratkilometer.